# Buzzcocks
Die Buzzcocks sind eine englische Punkband der ersten Stunde.
Ihre Musik lässt sich als schnell gespielter, melodischer Punk beschreiben. Anders als bei ihrem Vorbild, den Sex Pistols, zielten die damaligen Songtexte von Pete Shelley nicht auf Provokation des Establishments. Stattdessen drehten sie sich um eher konventionelle Themen wie Liebe und das Erwachsenwerden – dies allerdings in einer mitunter beißend (selbst)ironischen Art. Ihr bekanntester Song, der im Nachruf auf Pete Shelley in The Guardian als „masterpiece“ beziehungsweise „punk’s anthem“ bezeichnet wurde, ist Ever Fallen in Love (With Someone You Shouldn’t’ve) und wurde unter anderem von Billy Bragg gecovert.

## Geschichte

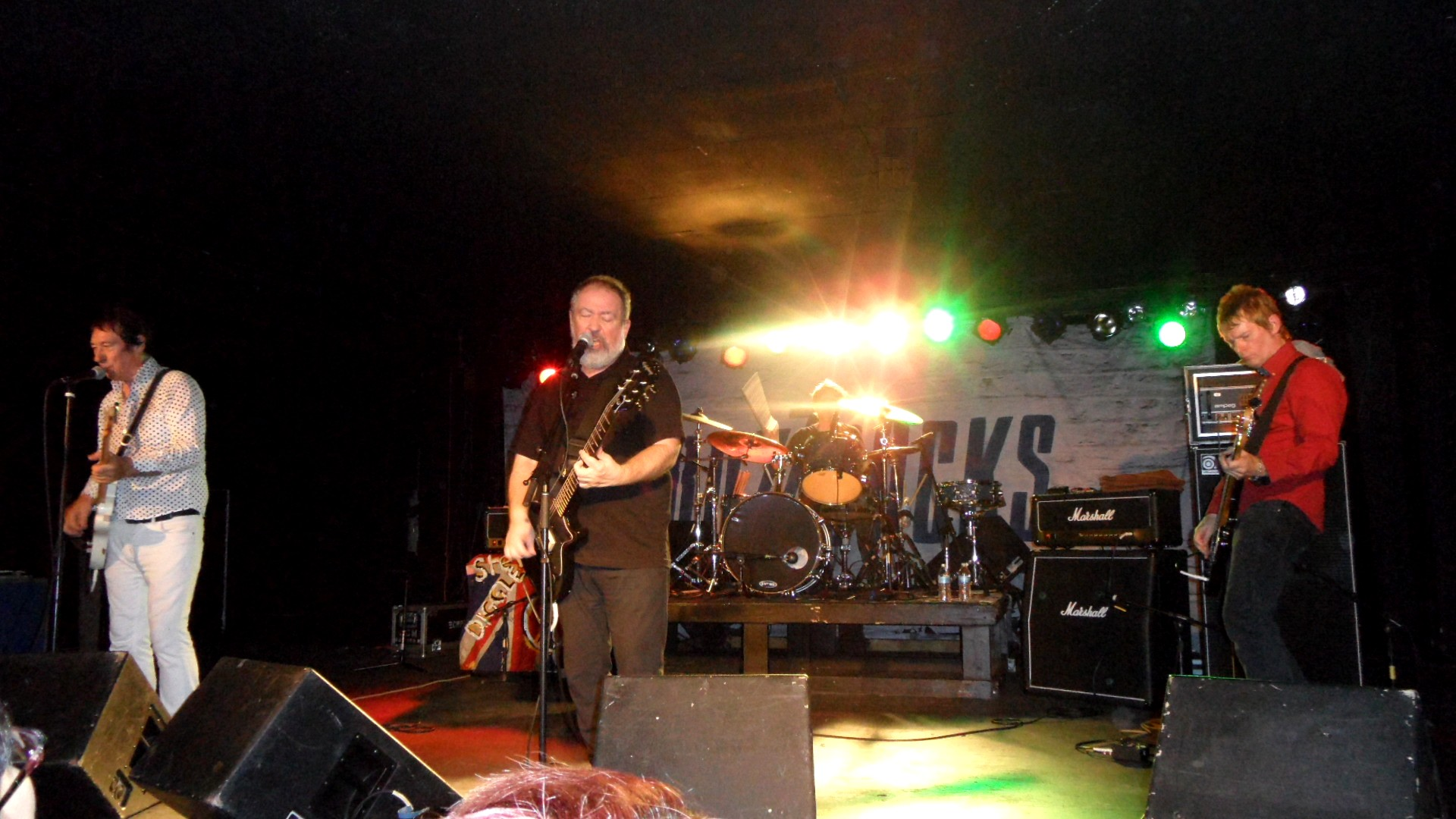
Von links: Steve Diggle, Pete Shelley, Danny Farrant, Chris Remington (2014)

Am Anfang der Buzzcocks stand ein Konzert der Sex Pistols. Pete Shelley und Howard Devoto lernten sich in Bolton am Bolton Institute of Technology kennen. Aufmerksam geworden durch einen der ersten Artikel über die Sex Pistols, besuchten sie im Februar 1976 zwei Konzerte in London. Die Auftritte begeisterten sie derart, dass sie beschlossen, selbst eine Band zu gründen.
Mit Garth Smith am Bass und dem Schlagzeuger Mick Singleton gaben sie im Februar 1976 ihr erstes Konzert bei einer Textilfachschule. Um gemeinsam mit den Sex Pistols auftreten zu können, organisierten sie ein Konzert in der Manchester „Lesser Free Trade Hall“ im Juni 76. Die Pistols traten auch tatsächlich auf. Shelley und Devoto kamen jedoch nicht zum Spielen, da ihr Bassist und ihr Schlagzeuger kurz vor dem Konzert aus der Band ausstiegen. Ersatz fanden sie in Steve Diggle (* 1956) am Bass und John Maher am Schlagzeug. In dieser Besetzung gaben sie nur einen Monat später auf dem zweiten Manchester-Konzert der Sex Pistols ihr Debüt, wieder in der Lesser Free Trade Hall. Bis Ende des Jahres hatten die Buzzcocks elf Auftritte absolviert und die EP Spiral Scratch auf ihrem eigenen Label „New Hormones“ (Erstauflage: 1000 Exemplare) veröffentlicht. Gleichzeitig hatten sie es geschafft, Manchester als zweite britische Punk-Metropole neben London zu etablieren.

### Höhepunkte
Kurz nach Spiral Scratch verließ Devoto die Band und startete mit Magazine sein eigenes Projekt. Pete Shelley übernahm nun den Part des Sängers und setzte mit seiner hohen, fast weinerlichen Stimme einen auffälligen Kontrast zu dem sonst eher rauen Stil der meisten anderen zeitgenössischen Punkbands. Steve Diggle wechselte vom Bass zur Gitarre. Garth Smith stieg kurzfristig wieder als Bassist ein, wurde aber bald darauf durch Steve Garvey ersetzt. In dieser Besetzung unterzeichneten die Buzzcocks im September 1977 bei United Artists Records, die ihnen künstlerisch freie Hand ließen.
Passend zum Bandnamen spielte die erste Single Orgasm Addict ironisch mit dem Thema Sexualität. Ein Novum im Punk der 1970er Jahre. Ungewöhnlich für das Genre war auch der Klang der Buzzcocks, der unbekümmert eingängige Popmelodien mit wütenden Gitarrenriffs und einem treibenden Schlagzeug verband. Ähnlichkeiten finden sich eher bei US-amerikanischen Bands wie The Stooges oder den Ramones.
In kurzer Folge erschienen drei wegweisende Alben: Another Music in a Different Kitchen (März 1978), Love Bites (September 1978) und A Different Kind of Tension (August 1979). Unter den Alben fanden sich mehrere erfolgreiche Single-Auskopplungen. Mit Ever Fallen in Love (With Someone You Shouldn’t’ve) aus dem Jahr 1978 erlangte die Band schließlich eine Goldene Schallplatte für 400.000 Verkäufe.
Ende 1979 erschien die Singles-Zusammenstellung Singles Going Steady. Die hohe Produktivität, zahlreiche Konzerte sowie Alkohol- und sonstige Drogenprobleme führten zu wachsenden Spannungen unter den Musikern. Hinzu kam, dass United Artists Records 1980 von der EMI Group aufgekauft wurde. Das neue Management führte zu einer stärkeren Kontrolle der Band und sorgte so für weitere Unzufriedenheit. Während die Band Anfang 1981 an ihrem vierten Album arbeitete, wollte EMI zuerst die Singles-Collection erneut veröffentlichen. Dem widersetzten sich die Buzzcocks. Das Label war unter diesen Umständen nicht bereit, einen Vorschuss für die Aufnahmekosten des neuen Albums zu zahlen, woraufhin Shelley, der kein Interesse an einem Streit vor Gericht hatte, die Band auflöste.

### Solopfade
Shelley versuchte sich nach der Trennung mit einer Solokarriere, der aber abgesehen von dem Single-Hit Homosapien kein großer Erfolg beschieden war. Diggle gründete mit Maher Flag of Convenience, aus der letzterer aber wieder umgehend ausstieg. Garvey spielte einige Jahre bei einer New Yorker Band namens „Motivation“.

### Wiedervereinigung

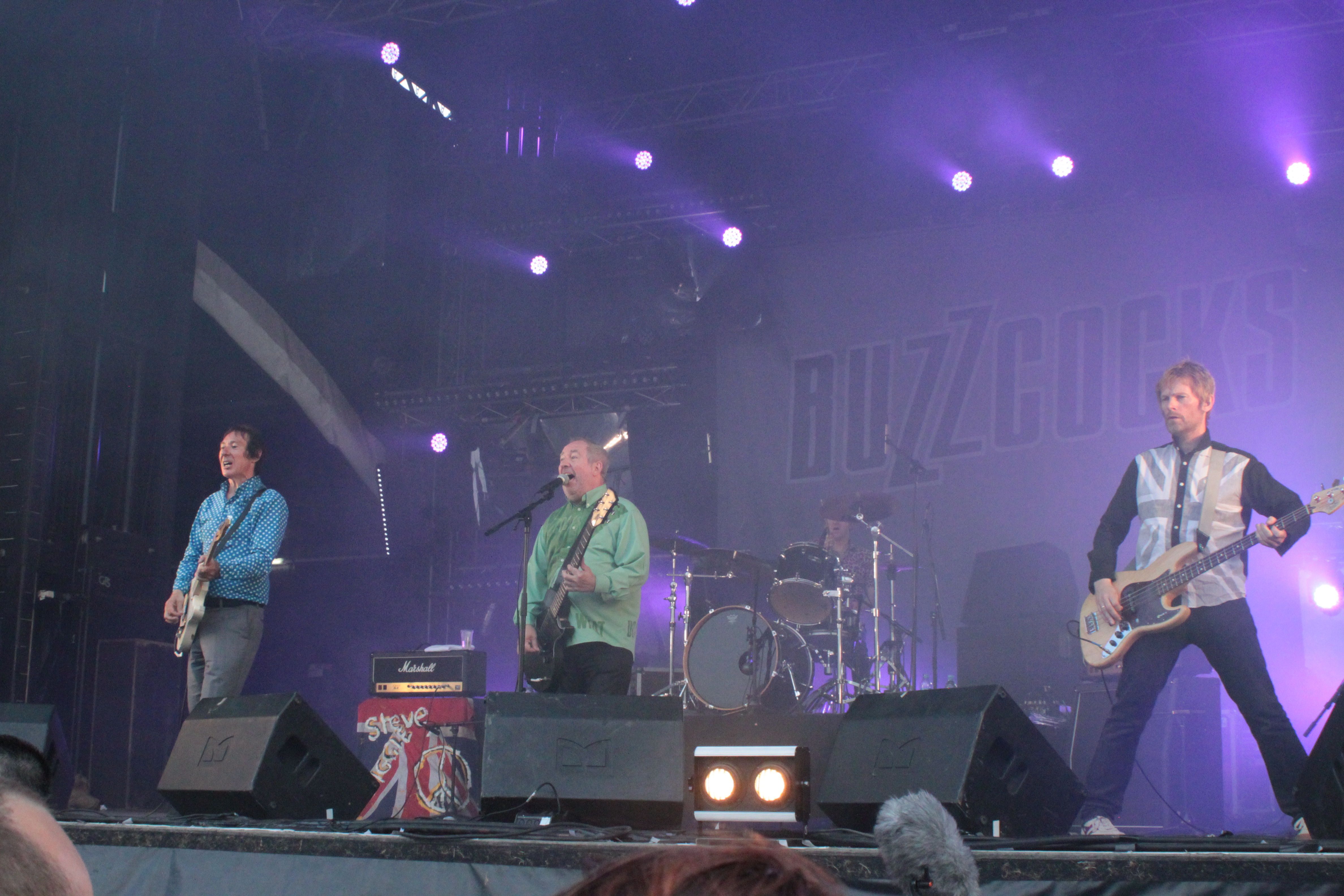
Steve Diggle, Pete Shelley, Danny Farrant und Chris Remington auf dem Hellfest 2013

1989 fanden die vier Musiker wieder zusammen und gaben eine Reunion-Tour. Nach der Tournee verließen Maher und Garvey die Band jedoch wieder. Für kurze Zeit übernahm der frühere The-Smiths-Schlagzeuger Mike Joyce den Platz am Schlagzeug, bevor er von Phil Barker abgelöst wurde. Mit Tony Barber am Bass nahm die neue Buzzcocks-Besetzung 1993 ihr erstes Album Trade Test Transmission auf. Es folgten mehrere Konzerte, bis im Frühjahr 1996 das fünfte Buzzcocks-Album All Set erschien. Drei Jahre später wurde Modern veröffentlicht, gefolgt von dem 2003er Album Buzzcocks. Einen Monat nach der Veröffentlichung des Studioalbums Flat-Pack Philosophy im März 2006 verließ der Schlagzeuger Phil Barker die Gruppe und wurde durch Danny Farrant ersetzt.

## Diskografie

### Alben
| Jahr | Titel                                | Höchstplatzierung, Gesamtwochen, AuszeichnungChartplatzierungen (Jahr, Titel, Platzierungen, Wochen, Auszeichnungen, Anmerkungen) | Höchstplatzierung, Gesamtwochen, AuszeichnungChartplatzierungen (Jahr, Titel, Platzierungen, Wochen, Auszeichnungen, Anmerkungen) | Anmerkungen                              |
| Jahr | Titel                                | UK | US | Anmerkungen                              |
| ---- | ------------------------------------ | --- | --- | ---------------------------------------- |
| 1978 | Another Music in a Different Kitchen | UK15 Silber · (111 Wo.)UK | — | Erstveröffentlichung: 10. März 1978      |
| 1978 | Love Bites                           | UK13 Silber · (9 Wo.)UK | — | Erstveröffentlichung: 22. September 1978 |
| 1979 | A Different Kind of Tension          | UK26 (3 Wo.)UK | US163 (1 Wo.)US | Erstveröffentlichung: September 1979     |

Weitere Studioalben
- 1993: Trade Test Transmissions
- 1996: All Set
- 1999: Modern
- 2003: Buzzcocks
- 2006: Flat-Pack Philosophy
- 2014: The Way

### Livealben
- 1988: Lest We Forget (Live 1979/80)
- 1989: Live at the Roxy Club April ’77 (Live 2. April 1977)
- 1992: Entertaining Friends (Live 31. März 1979)
- 1995: Encore du Pain (Live in Paris) (Live 12. April 1995)
- 2008: 30

### Kompilationen
- 1979: Singles Going Steady (Singles-Zusammenstellung für USA, 25. September 1979, UK: Gold)
- 1981: Parts 1-3
- 1987: Total Pop
- 1989: The Peel Sessions Album
- 1989: Product
- 1991: Operator’s Manual: Buzzcocks Best
- 1997: Chronology
- 1997: I Don’t Mind The Buzzcocks
- 2000: Time’s Up
- 2000: Ever Fallen in Love? Buzzcocks Finest
- 2003: Inventory
- 2004: The Complete Singles Anthology

### EPs
| Jahr | Titel          | Höchstplatzierung, Gesamtwochen, AuszeichnungChartplatzierungen (Jahr, Titel, Platzierungen, Wochen, Auszeichnungen, Anmerkungen) | Höchstplatzierung, Gesamtwochen, AuszeichnungChartplatzierungen (Jahr, Titel, Platzierungen, Wochen, Auszeichnungen, Anmerkungen) | Anmerkungen                           |
| Jahr | Titel          | UK | US | Anmerkungen                           |
| ---- | -------------- | --- | --- | ------------------------------------- |
| 1977 | Spiral Scratch | UK31 (6 Wo.)UK | — | Erstveröffentlichung: 29. Januar 1977 |
| 1989 | The Fab Four   | UK89 (2 Wo.)UK | — | Erstveröffentlichung: 9. Oktober 1989 |

Weitere EPs
- 1978: I Am the Amazing Buzzcocks EP
- 1981: Parts 1-3
- 1987: Peel Sessions
- 1987: The Early Years Live
- 1991: Alive Tonight
- 1993: Innocent
- 1993: Do It
- 1994: Libertine Angel

### Singles
| Jahr | Titel Album                                                    | Höchstplatzierung, Gesamtwochen, AuszeichnungChartplatzierungen (Jahr, Titel, Album, Platzierungen, Wochen, Auszeichnungen, Anmerkungen) | Höchstplatzierung, Gesamtwochen, AuszeichnungChartplatzierungen (Jahr, Titel, Album, Platzierungen, Wochen, Auszeichnungen, Anmerkungen) | Anmerkungen                             |
| Jahr | Titel Album                                                    | UK | US | Anmerkungen                             |
| ---- | -------------------------------------------------------------- | --- | --- | --------------------------------------- |
| 1978 | What Do I Get? –                                               | UK37 (3 Wo.)UK | — | Erstveröffentlichung: 3. Februar 1978   |
| 1978 | I Don’t Mind Another Music in a Different Kitchen              | UK55 (2 Wo.)UK | — | Erstveröffentlichung: 14. April 1978    |
| 1978 | Love You More –                                                | UK34 (6 Wo.)UK | — | Erstveröffentlichung: 30. Juni 1978     |
| 1978 | Ever Fallen in Love (With Someone You Shouldn’t’ve) Love Bites | UK12 Platin · (11 Wo.)UK | — | Erstveröffentlichung: 8. September 1978 |
| 1978 | Promises –                                                     | UK20 (10 Wo.)UK | — | Erstveröffentlichung: 17. November 1978 |
| 1979 | Everybody’s Happy Nowadays –                                   | UK29 (6 Wo.)UK | — |                                         |
| 1979 | Harmony in My Head –                                           | UK32 (6 Wo.)UK | — |                                         |
| 1980 | Part 1 –                                                       | UK61 (3 Wo.)UK | — |                                         |

Weitere Singles
- 1977: Orgasm Addict
- 1978: Moving Away from the Pulsebeat
- 1979: You Say You Don’t Love Me
- 1980: I Believe
- 1980: Part 2
- 1980: Part 3
- 1996: Isolation
- 1996: Autumn Stone
- 1996: Totally from the Heart
- 1997: What Do I Get?
- 1999: Promotional Product
- 2003: Jerk
- 2003: Sick City Sometimes
- 2006: Wish I Never Loved You
- 2006: Sell You Everything
- 2007: Reconciliation